# Senoi
Les Senoïs sont un peuple de chasseurs-cueilleurs établi en Malaisie et appartenant au groupe des Orang Asli (gens des origines). Leur population est actuellement estimée à plus de 90 000 individus. 

## Population
Ils se répartissent en six groupes, les Semai, les Temiar, les Mah Meri, les Jah Hut, les Semaq Beri et les Chewong.
Ils parlent des langues asliennes

## Rêve lucide
Selon des recherches datant des années 1940, ils auraient organisé une partie de leur existence autour du rêve lucide. Cette théorie a été largement controversée, notamment à travers de nouvelles études anthropologiques menées dans les années 1980 par G. William Domhoff.

### Littérature
- Le sixième sommeil de Bernard Werber : dans ce roman sur le thème rêve lucide, le héros part à la recherche du peuple Senoï en Malaisie.